# بترا جوين
بترا جوين (بالألمانية: Petra Joy)‏ (و. 1964  م) هي مخرجة أفلام، ومنتجة أفلام ألمانية، ولدت في كمبتن.

## وصلات خارجية
- بترا جوين على موقع IMDb (الإنجليزية)
- بترا جوين على موقع قاعدة بيانات الفيلم (الإنجليزية)

- بترا جوين في قاعدة بيانات الأفلام على الإنترنت